# UserLinux
UserLinux fue un proyecto para crear una distribución Linux basada en Debian y enfocada a clientes de negocios. La finalidad era proveer un sistema operativo acompañado por certificaciones, servicio, soporte y alta calidad de ayuda, ventajas que el soporte del proyecto Debian no puede ofrecer.
El proyecto fue iniciado por Bruce Perens a finales de 2003. En 2006 cesó toda actividad.